# Hôtel de ville d'Aubonne
L'hôtel de ville d'Aubonne héberge depuis 1838 les institutions municipales de la commune vaudois d'Aubonne, en Suisse.

## Histoire
L'hôtel de ville d'Aubonne a été construit en 1838, en remplacement de l'ancien bâtiment municipal datant du XVIe siècle qui était situé entre la rue Tavernier et la ruelle du Soleil-Levant. Ce bâtiment est alors construit, dans le cadre d'un programme de rénovation du centre-ville, sur l'emplacement précédente de l'hôtel des postes.
Il se trouve sur la place du marché dans les arcades de l'ancienne grenette. Cette grenette, ancien dépôt de blé construit entre 1770 et 1780  avait également abrité la boucherie, puis le marché couvert de la ville dès 1801.
L'hôtel de ville, de même que la grenette attenante, est inscrit comme bien culturel suisse d'importance nationale.